# Claudia Lichtenberg
Claudia Lichtenberg, até 2014 Claudia Häusler,(Munique, 17 de novembro de 1985), é uma ciclista profissional alemã. Estreiou como profissional em 2005. Apesar das suas poucas vitórias tem conseguido fazer-se com o Tour de l'Aude Feminino e o Giro d'Italia Feminino em 2009, destacando nessas provas de uma semana não baixando do posto 20 em nenhuma das Grandes Voltas femininas que tem disputado.

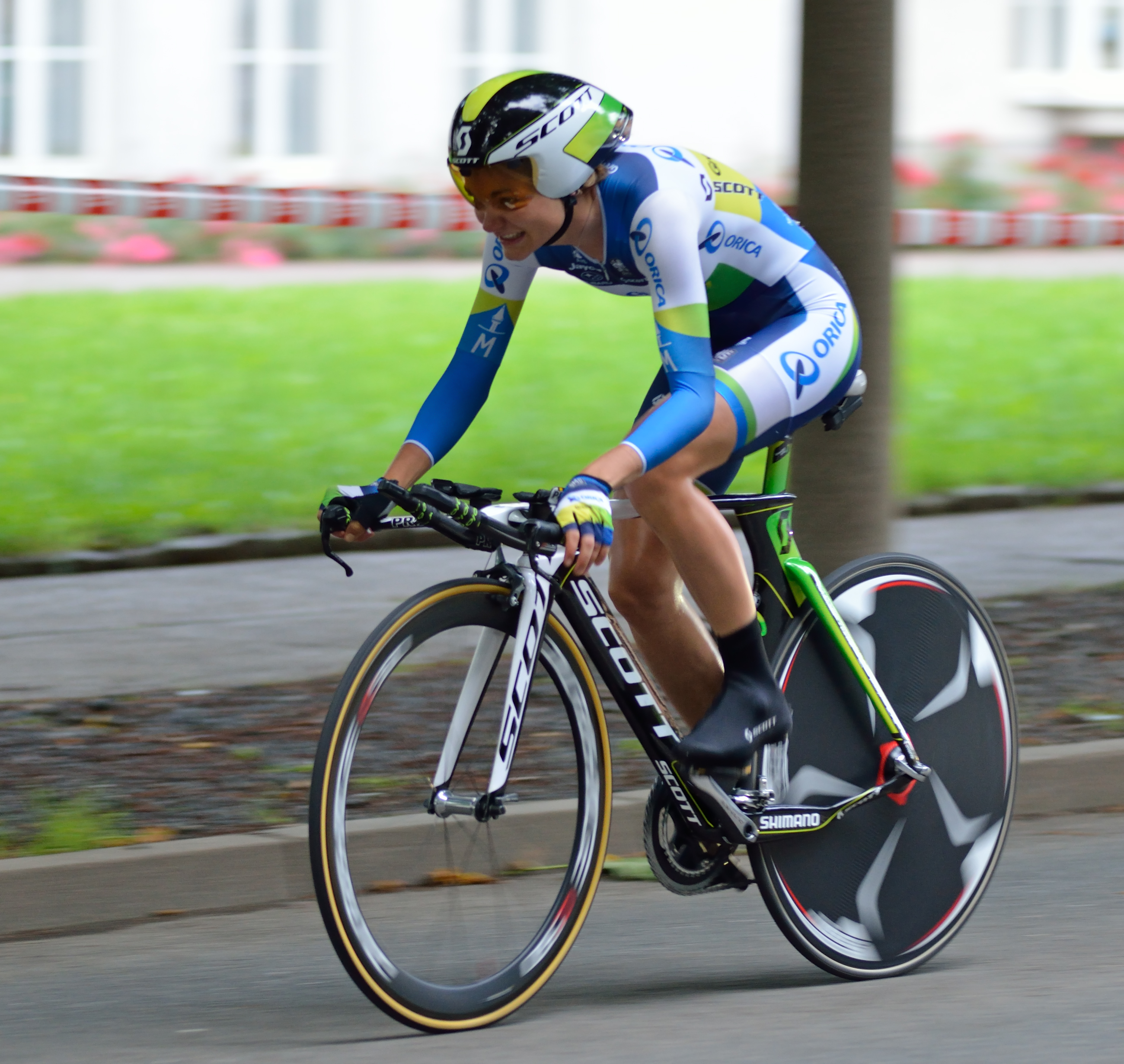
Claudia Lichtenberg, quando se chamava Claudia Häusler, no Tour de Thüringe Feminino 2012

## Palmarés
- 2006
  - Campeonato da Alemanha em Estrada

- 2007
  - 2.ª no Campeonato da Alemanha em Estrada

- 2008
  - Classificação das jovens do Tour de l'Aude Feminino 
  - 3.ª no Giro d'Italia Feminino, mais 1 etapa e classificação das jovens

- 2009
  - Tour de l'Aude Feminino 
  - Giro d'Italia Feminino , mais 1 etapa e classificação por pontos

- 2010
  - Iurreta-Emakumeen Bira

- 2012
  - 1 etapa do The Exergy Tour

- 2013
  - Joe Martin Stage Race Women
  - 3.ª no Giro d'Italia Feminino
  - Giro da Toscana-Memorial Michela Fanini

- 2014
  - La Route de France, mais 1 etapa

- 2015
  - 2.ª no Campeonato da Alemanha em Estrada

- 2016
  - 1 etapa do Trophée d'Or Féminin

## Resultados em Grandes Voltas e Campeonatos do Mundo
Durante a sua carreira desportiva tem conseguido os seguintes postos nas Grandes Voltas femininas e nos Campeonatos do Mundo em estrada:
| Carreira           | 2005 | 2006 | 2007 | 2008 | 2009 | 2010 | 2011 | 2012 | 2013 | 2014 | 2015 | 2016 | 2017 |
| ------------------ | ---- | ---- | ---- | ---- | ---- | ---- | ---- | ---- | ---- | ---- | ---- | ---- | ---- |
| Giro d'Italia      | -    | -    | 15.ª | 3.ª  | 1.ª  | 4.ª  | 16.ª | 8.ª  | 3.ª  | 6.ª  | 12.ª | 4.ª  | 9.ª  |
| Tour de l'Aude     | -    | 8.ª  | 20.ª | 7.ª  | 1.ª  | 4.ª  | X    | X    | X    | X    | X    | X    | X    |
| Grande Boucle      | -    | -    | -    | -    | -    | X    | X    | X    | X    | X    | X    | X    | X    |
| Mundial em Estrada | -    | -    | 45.ª | 11.ª | 19.ª | -    | 85.ª | 45.ª | 12.ª | 15.ª | Ab.  | -    | Ab.  |

-: não participa

X: edições não celebradas

## Equipas
- ELK Haus-Tirol Noe (2005)
- Equipe Nürnberger Versicherung (2006-2008)
- Cervélo Test Team (2009-2010)
- Diadora-Massa Zara (2011)
- GreenEDGE/Orica (2012)
  - GreenEDGE-AIS (até maio) (2012)
  - Orica-AIS (2012)
- Team TIBCO-To The Top (2013)
- Team Giant/Liv (2014-2015)
  - Team Giant-Shimano (2014)
  - Team Liv-Plantur (2015)
- Lotto Soudal Ladies (2016)
- Wiggle High5 (2017)